# Urbain Gibert
Pour les articles homonymes, voir Gibert.
Urbain Gibert, né le 28 janvier 1903 à Missègre et mort le 5 septembre 1989 à Carcassonne, est un érudit, historien et ethnologue audois.

## Biographie
Instituteur, il est l'auteur de très nombreux articles sur l'histoire, les populations ou les hommes célèbres de l'Aude, et plus particulièrement des Corbières et du Limousin.
Cet enquêteur renouvelait ses idées au contact d'universitaires (Lucien Febvre, Georges Vedel, Pierre Vilar, Maurice Agulhon). En 1938, il fit partie de l'équipe réunie autour du colonel Fernand Cros-Mayrevieille, de René Nelli et de Pierre et Maria Sire, qui lança la revue Folklore et les premières enquêtes ethnographiques sur le département. Il en fut le « gérant » de 1970 à 1982.
Il fut président de la Société d'études scientifiques de l'Aude en 1957, puis président d'honneur. Un prix Urbain Gibert a été créé par cette société en sa mémoire. On a donné son nom à une rue de Lauraguel, village dont il a longtemps été l'instituteur.

## Publications
Articles parus dans le Bulletin de la Société d'Études Scientifiques de l'Aude :
- Un ami de Fabre d'Eglantine : François d'Auriol-Lauraguel, tome LI (1950), pp. 95–109 et tome LII (1951), p. XXI.
- Douzain de Charles X, tome LII (1951), p. XXVII.
- Droits seigneuriaux à Missègre et à Valmigère, tome LIV (1953), pp. 37–45.
- Les origines audoises d'André Chénier, tome LIV (1953), p. XVII.
- Squelette à Lauraguel, tome LIV (1953), p. LII.
- Sarcophage à Villereglan, tome LVI (1955), p. XXIX.
- Le monument mégalithique du Clos de l'Oste, tome LVII (1956), p. 8.
- Phosphates d'Alet et marbres de Missègre, tome LVII (1956), p. 24.
- Hache de l'âge du bronze trouvée dans la commune du Bousquet, tome LVIII (1957), p. 30.
- Arrêté du 6 messidor An II du Comité Révolutionnaire de Limoux contre les abus de fainéantise, tome LVIII (1957), p. 30.
- La jeunesse d'André Chénier, tome LVIII (1957), p. 39.
- Les deux amiraux de Montcabrier, tome LVIII (1957), p. 39.
- Vestiges gallo-romains à Cournanel, tome LX (1959), p. 20.
- Livre d'architecture de Marc Vitruve Pollion, tome LXI (1960), p. 24.
- Draps de Limoux, tome LXI (1960), p. 24.
- Vestiges archéologiques à Limoux, tome LXI (1960), pp. 95–99.
- Privilèges et droits féodaux dans l'ancienne communauté de Nébias (XIIIe et XVIIIe s.), tome LXI (1960), pp. 155–173.
- Silos moyenâgeux à Pomas, tome LXII (1961), p. 16.
- Sarcophage de St-Hilaire, tome LXII (1961), p. 20.
- Chanson de la croisade Albigeoise, tome LXIII (1962), p. 26.
- Ecu d'or de Jeanne la Folle, tome LXIII (1962), p. 26.
- La voie romaine d'Aquitaine, tome LXIII (1962), p. 29.
- Dictionnaire Occitan - Français de Louis Alibert, tome LXIII (1962), p. 30.
- Un officier de la Révolution : l'Adjudant Général Martin Antoine Marie Andrieu, tome LXIII (1962), pp. 175–203.
- Analyse d'un livre de comptes du XVIIIe s., tome LXIV (1963), p. 40.
- Histoire d'un litige de 380 ans dans une localité du Bas-Razès, ou l'origine des parcelles de « La Prade » à Lauraguel, tome LXVII (1967), pp. 263–277 et tome LXVIII (1968), pp. 20.
- Les seigneurs de Lauraguel - Armorial de Lauraguel (Seigneurs et communautés), tome LVIII (1968), pp. 219–231.
- Les registres paroissiaux de la communauté de Lauraguel, tome LXIX (1969), pp. 209–220.
- Notes historiques sur Lignairolles en Bas-Razès, tome LXIX (1969), pp. 221–241.
- Joachim Murat à Carcassonne, tome LXXI (1971), pp. 211–212.
- Notes concernant la Croisade contre les Albigeois dans les Corbières occidentales, tome LXXII (1972), pp. 193–205.
- Un ouvrier audois au siège de Paris (1870), tome LXXI (1972), pp. 261–264.
- À propos d'une pièce d'Henri Bataille, tome LXXII (1972), pp. 265–267.
- Au sujet de deux roues de char antique trouvées à Fa, tome LXXIII (1973), pp. 113–116.
- Notes historiques sur les Bains de Montferrand, tome LXXIII (1973), pp. 213–226.
- Château de Calamon, tome LXXV (1975), p. 275.
- Lauraguel et son terroir (Essai d'étude toponymique et microtoponymique), tome LXXVI (1976), pp. 289–302.
- Texte d'Achille Mir sur le « tiro-tap a Cantelebo », tome LXXVII (1977), p. 32.
- Les poutres décorées d'Alet, tome LXXVIII (1978), pp. 63–65.
- Deux lettres d'Armand Barbès, tome LXXVIII (1978), pp. 81–84.
- Seigneurs de Puivert, tome LXXVIII (1978), p. 99.
- Un Audois au second siège de Paris, tome LXXX (1980), pp. 107–108.
- Les Saint-simoniens à Limoux, tome LXXXII (1982), p. 100.
- Un manuscrit du philosophe Alfred Fouillée, tome LXXXIV (1984), pp. 93–94.

## Sources
- Jean Guilaine, art. « Gibert (Urbain) », in Rémy Cazals, Daniel Fabre (s.d.), Les Audois, Dictionnaire biographique, Carcassonne, Association des Amis des Archives de l'Aude, Fédération Audoise des Œuvres Laïques, Société d'études scientifiques de l'Aude, 1990, 347 p. (ISBN 2-906442-07-0)
- Jean Fourié, Essai de nomenclature générale des Audois célèbres, Espéraza, 1975.